# Ellinggård
Ellinggård er en herregård ved Elling Å, lidt sydvest for Elling nordvest for Frederikshavn.
Den nævnes første gang i 1440 som væbnergård til slægten Gyldenstierne til Ågård, 
Senere kom den til medlemmer af slægterne Sparre, Kaas, Ulfeld og Banner. I 1692 solgtes gården med 32 tdr. hartkorn bøndergods til Wulf Unger, og senere kom gården til slægterne Bille og Holck. Grev B.G. Holck solgte i 1778 Ellinggård med 32 tdr. hartkorn samt 211 tdr. hartkorn fæstegods, heri indbefattet gården Bannerslund, til Niels Mollerup, hvis enke frasolgte det meste af fæstegodset.
Af senere ejer kan nævnes kaptajn Uttemøhlen, justitsråd Udbye til Odden, samt forannævnte Mollerups søn, P.T. Mollerup, der udstykkede en stor del af selve hovedgården, og som derpå i 1813 solgte hovedparcellen med 11 tdr. hartkorn til P. Stoere. Senere ejere har ligeledes frasolgt jord, hvorved den gamle hovedgård har fået sit nuværende beskedne jordtilliggende. I 1827 købtes Ellinggård af N.V. Kæhler, som nedrev to af borggårdens fløje, hvorefter han solgte gården til A. Warburg, som i 1854 afhændede Ellinggaard med 7,5 tdr.hartkorn til Carl Chr. Alsing. Denne forbedrede gården og solgte derefter til Nyholm, Baggesvogn.
I 2009 er hovedbygningen af bindingsværk, der stammer fra 1600-tallet, gået i forfald og trues af nedrivning. Den har høj bevaringsværdi i kommuneatlasset, men er ikke fredet.
I 2023 begyndte Danmarks Kulturarv sammen med en lokal støttegruppe et arbejde med at skaffe midler og opbakning til en erhvervelse af Ellinggård, for at redde den stærkt forfaldne herregård og give den nyt liv til nytte for lokalsamfundet i Elling og omegn. I 2024 overtog Danmarks Kulturarv gården.

## Ejerliste
- 1440 Jes Bagge
- 1451 Jens Nielsen Vognsen
- 1455-1470 Morten Nielsen Vognsen
- (1470) Ingerd Mortensdatter Vognsen
- (1470-1472) Niels Pedersen Skovgaard
- (1472-1511) Ingerd Mortensdatter Vognsen
- (1511-1531) Just Nielsen Skovgaard
- (1531-1540) Slægten Gyldenstierne, bl.a. Niels Pedersen Gyldenstjerne, Mourits Nielsen Gyldenstjerne
- 1540 Jens Munk
- (1543-1556) Christen Jensen Munk
- (1556) Dorte Christensdatter Munk
- (1556-1569) Thomas Svendsen Orning
- (1569-1584) Jens Thomsen Orning
- 1584 Dorte Christensdatter Munk
- 1587 Jens Thomsen Orning
- (1587-1600) Jacob Mouridsen Sparre
- (1600-1618) Bjørn Kaas
- 1618 Kirsten Bjørnsdatter Kaas
- 1618 Ove Urup
- (1622-1639) Kirsten Bjørnsdatter Kaas
- (1639-1651) Christopher Ulfeldt
- 1651 ca. Knud Christophersen Ulfeldt
- 1652 Ejler Evert Banner
- (1692-1695) Wulf Unger
- (1695) Vibeke Ejlersdatter Banner
- (1695-1719) Kirsten Beck
- (1719-1736) Ida Rodsteen
- (1736) Christine Birgitte Jørgensdatter Bille
- (1736-1767) Schack Vietinghof Holck
- (1767-1778) Burchard Georg Holck
- (1778-1792) Niels Mollerup gift med Karen Wraae Lassen [3]
- (1792-1803) Karen Wraae Lassen
- (1803) Peder Thøgersen Mollerup
- (1803) Morten Madsen
- (1803-1811) Poul Uttermøhlen
- (1811) Frederik Christian Udbye
- (1811-1812) Johanne Poulsdatter Uttermøhlen
- (1812-1825) Peder Stoere
- (1825-1827) Staten
- 1827 Nikolaus Vilhelm Kæhler gift med Sara Ybersax[3]
- 1841 August Warburg
- 1854 Carl Christian Alsing
- 1880 Hans Christian Nyholm
- 1886 Lars Christopher Nyholm
- 1906 Viggo Tutein
- 1916 Marie Segelcke
- 1916 Thomas Graff / H.C.C.Bang
- 1917 C.J. Thrane
- 1920-1923 P. Lunden
- 1923 Aage Bendtzen
- 1946 Ejner Sørensen
- 1983 Christian Nielsen[4]
- 2002 Lars Kringelholt Nielsen
- 2012 Casper Poulsen[5] gift med Anette Poulsen
- 2024 Danmarks Kulturarv ApS